# Fortaleza da Ilha do Cais dos Elefantes

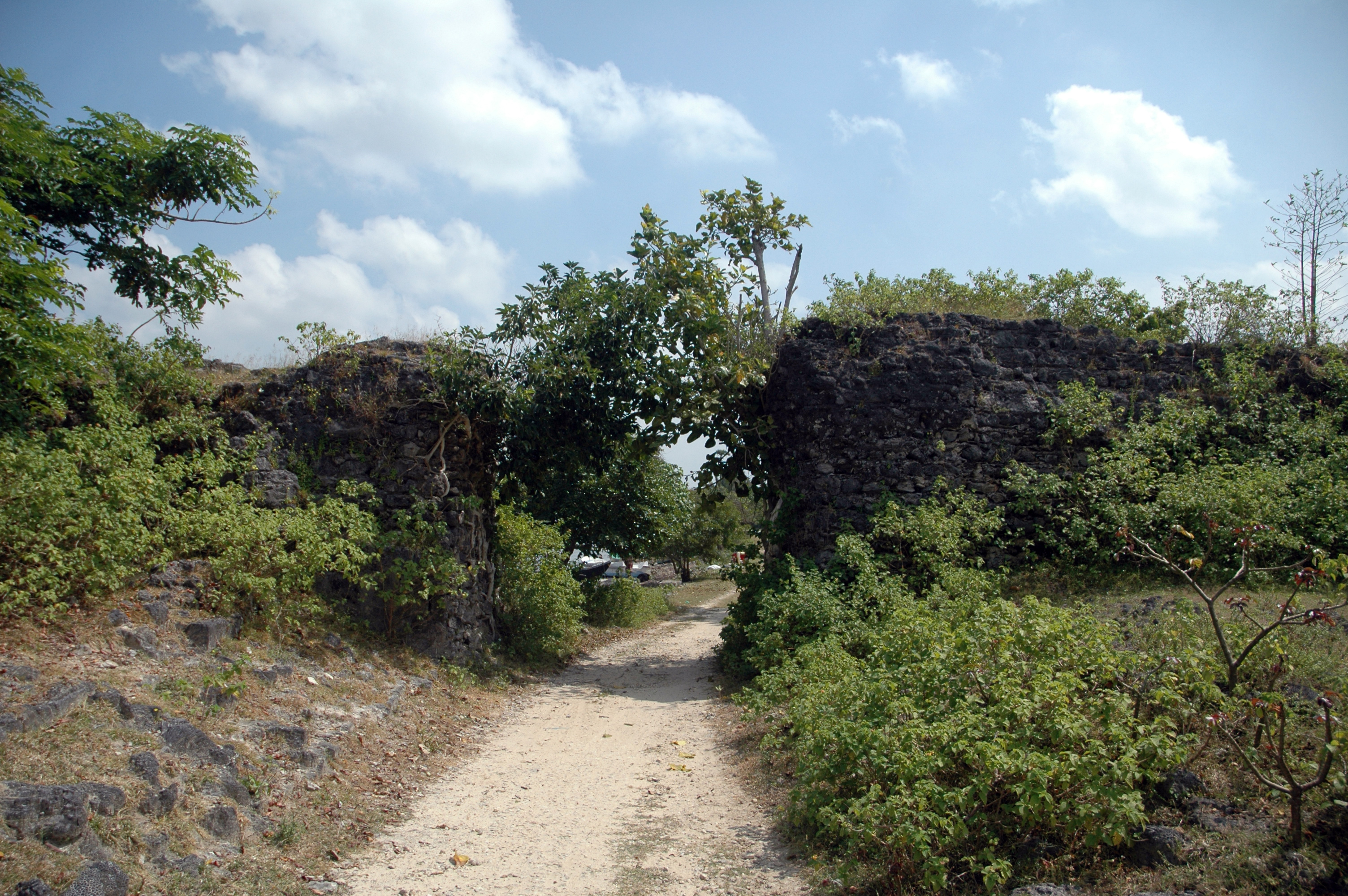
Ruínas da Fortaleza do Cais.

 A Fortaleza da Ilha do Cais dos Elefantes é uma antiga fortificação construída pelos portugueses no Sri Lanka em 1629. Situa-se na Ilha do Cais dos Elefantes, agora chamada Kayts. O seu nome remete para o antigo comércio de elefantes, que se exportavam da ilha.
A fortaleza situa-se perto da ponta ocidental. Foi construída por Miguel Pereira de Sampaio como contrapartida por lhe ter sido doada pela Coroa a vizinha ilha de Karaitivu. Planeara-se transferir o quartel-general português no Reino de Jafanapatão da cidade de Jafanapatão para a ilha do Cais por razões estratégicas mas este plano foi abandonado e a partir de então a fortaleza da Ilha do Cais passou a defender os acessos ao porto de Jafanapatão mas foi abandonada em 1651 por não ser útil. Junto à fortaleza existia uma igreja e uma povoação, hoje desaparecidas. O forte não foi alterado pelos holandeses. O forte encontra-se em ruínas mas ainda se pode vislumbrar uma fortificação quadrada com dois baluartes do lado do mar.